# Parastrephia lepidophylla
Parastrephia lepidophylla là một loài thực vật có hoa trong họ Cúc. Loài này được (Wedd.) Cabrera mô tả khoa học đầu tiên năm 1954.